# Maarten de Wit
Maarten de Wit   (Wormerveer, 30 de maig de 1883 - Zaandam, 30 de març de 1965) va ser un regatista neerlandès que va competir a començaments del segle xx. Era el pare de Simon de Wit.
El 1928 va prendre part en els Jocs Olímpics d'Amsterdam, on va guanyar la medalla de plata en la regata de 8 metres del programa de vela, a bord de l'Hollandia, junt a Gerard de Vries Lentsch, Hendrik Kersken, Cornelis van Staveren, Johannes van Hoolwerff i Lambertus Doedes.